# Enceinte médiévale de Metz
Les remparts médiévaux sont les premières fortifications de Metz à succéder aux remparts romains. Construits au XIIIe siècle, ils se composaient à l’époque d’un mur d’enceinte de sept kilomètres avec trente-huit tours de guet et dix-huit portes.

## Contexte historique
Au Moyen Âge, la Lorraine devient le théâtre d’affrontements récurrents entre différents seigneurs du Saint-Empire romain. Le Pays messin n’échappe pas à ces luttes féodales. Si les remparts de la cité messine sont attestés dès l’époque gallo-romaine, ils sont régulièrement relevés ou renforcés au fil des siècles, notamment aux IXe – Xe siècles, pour faire face aux agressions extérieures. Au XIIIe siècle, la ville de Metz, Ville libre d'Empire de 30 000 habitants, connaissant une période économique particulièrement prospère, elle attise les convoitises de ses puissants voisins. Une nouvelle enceinte est élevée dès 1196 pour être achevée peu avant 1230. Elle est augmentée du mur de la Grève vers 1381. En 1444-1445, la porte des Allemands est modifiée avec l'ajout d'un ouvrage avancé. Les dernières modifications importantes interviennent entre 1526 et 1531 avec la construction d'une imposante fausse braie au nord de la porte des Allemands, flanquée d'une caponnière, construites par Philippe Dex. Deux salles de tirs sont également ajoutées à la porte.

## Construction et aménagements

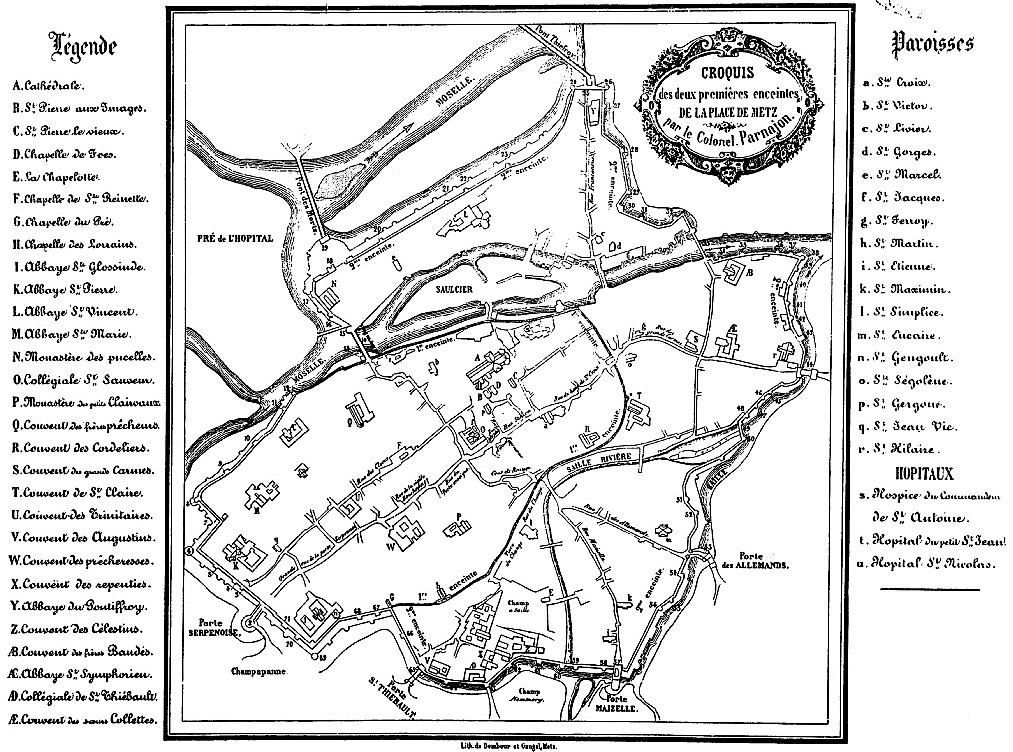
Colonel Firmin-Claude Parnajon
Croquis des deux premières enceintes de la place de Metz
L'Austrasie (1908-1909)

Les remparts sont renforcés entre 1196 et 1230 pour faire face aux attaques des seigneurs voisins. L’enceinte, de plus de 5 500 mètres de long, compte alors plus de soixante-dix tours carrées ou rondes. La plupart portent le nom des corporations chargées de leur entretien. Une partie de cette enceinte est toujours visible le long de la Seille. En 1324, l’enceinte compte dix-huit portes ou poternes : la porte Serpenoise, la porte Saint-Thiébaut, la porte en Chandellerue, la porte des Repenties, la poterne Saint-Nicolas, la porte Mazelle (à Maizelle), la porte des Allemands, la porte Sainte-Barbe (aussi dite du pont Dame-Colette ou du Pont Rémond), la porte du Haut-Champé, la porte de France, de la Saux-en-Rhimport, de Chambière, de l’Hôtel-lambert, d’Outre-seille, du Pontiffroy, du Pont des Morts, d’Anglemur et de Patar.
Les tours avaient une chambre pour les soldats et un garde-manger dans lequel des vivres était entreposées pour soutenir un siège de six mois. Chaque tour était entretenue par une corporation de métiers dont elles portent encore le nom: des Barbiers, des Bouchiers, des Boullangiers, des Bourçiers, des Chandelliers, des Charpentiers, des Chauldronniers, des Cherriez, des Chevriers, des Cloweteurs, Commoffle, des Courvoisiez, des Coustelliés, des Drappiers, des Escrepenniers, des Harenguiers, des Lennyers, des Mareschaulx, des Massons, des Merciers, des Pelletiers, des Pescheurs, des Poinetres, des Pottiers, des Racowateurs, des Revendeurs, des Tailleurs, des Tanneurs, des Tonneliers, des Tysserans, des Viéciers, des Vignerons,, des Wercolliers.
Le pont des Grilles de la Basse-Seille est construit en 1381. Il était défendu par la tour des Esprits (autrefois tour des Barbiers et des Chandeliers de cire), et correspondait à l’endroit où le bras de la Seille, qui coulait rue des Tanneurs et rue Haute-Seille jusqu’en 1904 (voir quartier Outre-Seille), se jetait dans l’autre bras aux pieds des remparts. La tour éventrée en 1944 dévoile des voûtes d’ogives gothiques. À l'époque moderne, elle avait aussi pour nom « tour des Sorcières », car, dit-on, les sorcières s’y réunissaient,…
La tour Camoufle est construite en 1437. Elle porte le surnom de Jacob de Castel, dit « Camoufle », un artilleur du XVe siècle, célèbre pour son adresse.
La caponnière Dex est bâtie en 1527. Elle est ornée de rangées de pointes de diamant, de bombes et de grelots. Les ouvertures des canonnières sont décorées de masques grotesques. La figure la plus curieuse représente un homme jambes écartées, pantalon baissé, passant la tête entre les jambes et présentant son derrière à l’ennemi.
Le pont des Grilles, dernier pont à l’est de Metz, était fortifié : des grilles pouvaient descendre sous ses arches pour bloquer le passage des bateaux.
Au XVIe siècle, la citadelle de Metz vient s’intégrer aux remparts ; une partie des remparts médiévaux sont remplacés par un système bastionné et des casernes sur la rive gauche de la Moselle, à l’ouest de la cité. Un mur percé de meurtrières est ajouté aux remparts le long de la Seille ; il sert de fausse braie pour protéger la base du rempart.
Les remparts étaient percés d’une multitude de portes dont les plus utilisées étaient : la porte du Saulcy (place du Saulcy), la porte de France (à l’extrémité du pont des Morts), la porte de Thionville (à l’extrémité du pont de Thionville), la porte de Chambière (rue Chambière), la porte Sainte-Barbe (boulevard de Trèves), la porte des Allemands (rue des Allemands), la porte Mazelle (place Mazelle), la porte Serpenoise (avenue Robert Schuman), la porte de la Citadelle (à la place du palais du Gouverneur) et la porte Saint-Thiébaut (au niveau de la rue François de Curel).

## Protection et restaurations

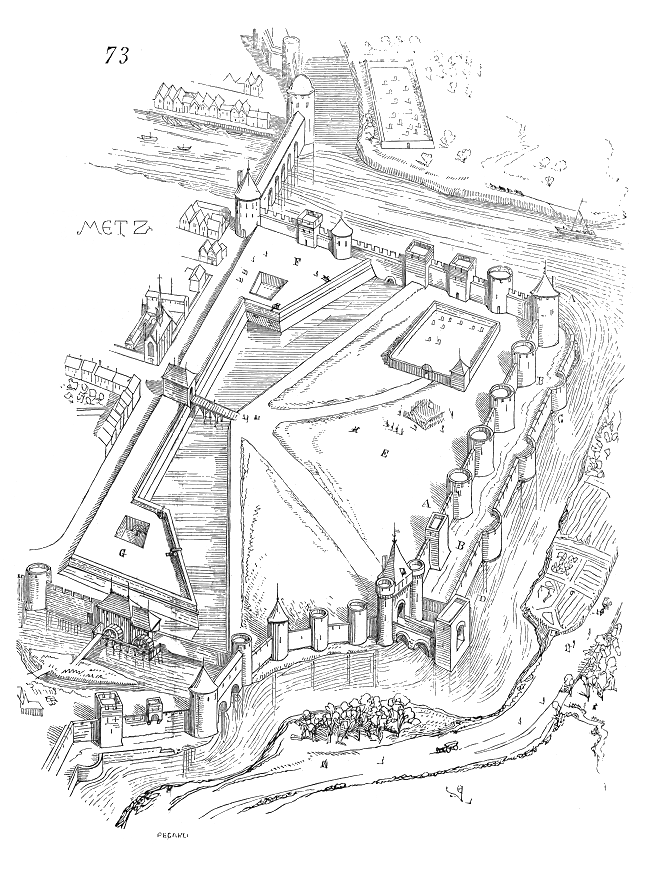
Dessin de Viollet-le-Duc représentant la partie est des remparts.

L’architecte allemand Paul Tornow, également responsable des transformations de l’ensemble cathédrale durant l’annexion allemande, restaure la porte des Allemands à la fin du XIXe siècle, mais les remparts sont oubliés. En fait, une grande partie des remparts bastionnés datant du XVIIIe siècle, situés dans le futur quartier impérial, est démolie entre 1901 et 1906, afin de créer un Ring, boulevard circulaire bordant le centre-ville, et formé aujourd’hui par le boulevard André-Maginot, l’avenue Jean XXIII, l’avenue Foch et l’avenue Joffre. Une portion plus ancienne de ces remparts, avec ses tours longeant la Seille et la Moselle sur 1,5 km, entre la porte des Allemands et le pont des Grilles, est cependant épargnée. Au cours du XXe siècle, la restauration de ces remparts médiévaux a fait l’objet de plusieurs campagnes de restauration, la dernière datant de 2007. Les vestiges des remparts les plus importants sont : la porte des Allemands à l’est au niveau du pont sur la Seille, la tour Camoufle sur l’avenue Foch et la porte Serpenoise.
Les remparts font l’objet d’une série de protections par l’État. Les restes des anciens remparts, situés au nord et au nord-est de l’Arsenal sont inscrits au titre des monuments historiques par arrêté du 12 octobre 1929. La tour Camoufle est inscrite par arrêté du 31 octobre 1929. La tour des Esprits, la partie des remparts comprise entre celle-ci et la tour Camoufle, ainsi que les constructions dites « basses grilles de la Seille » sont inscrits au titre des monuments historiques par arrêté du 14 avril 1932. La porte des Allemands est classée au titre des monuments historiques par arrêté du 3 décembre 1966. L’ancienne porte de prison, transférée de la rue Lasalle sur la face intérieure du rempart médiéval en 1980, est inscrite au titre des monuments historiques par arrêté du 27 octobre 1971.

## Galerie d’images

### Section de la Seille

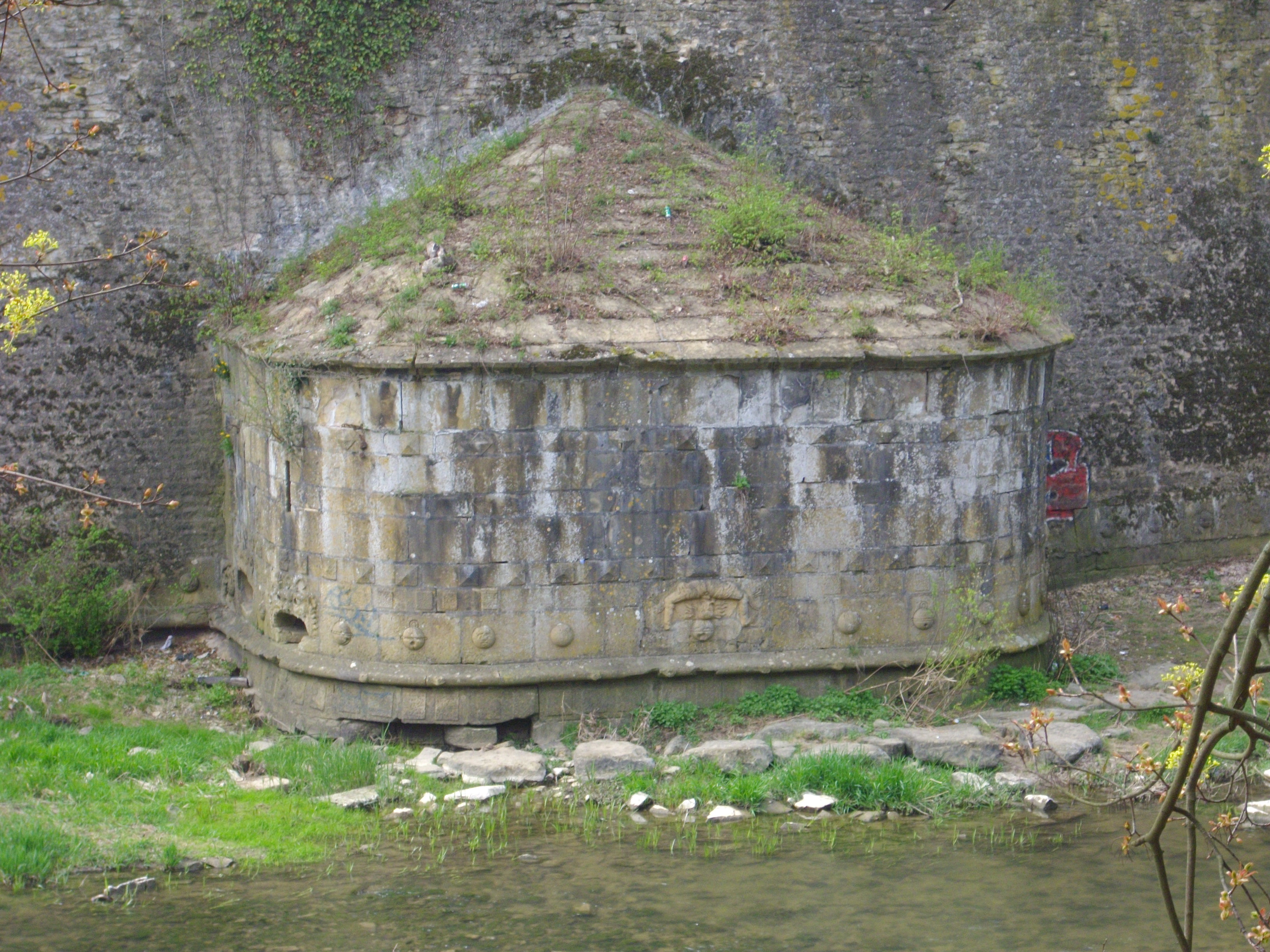
Caponnière Dex.
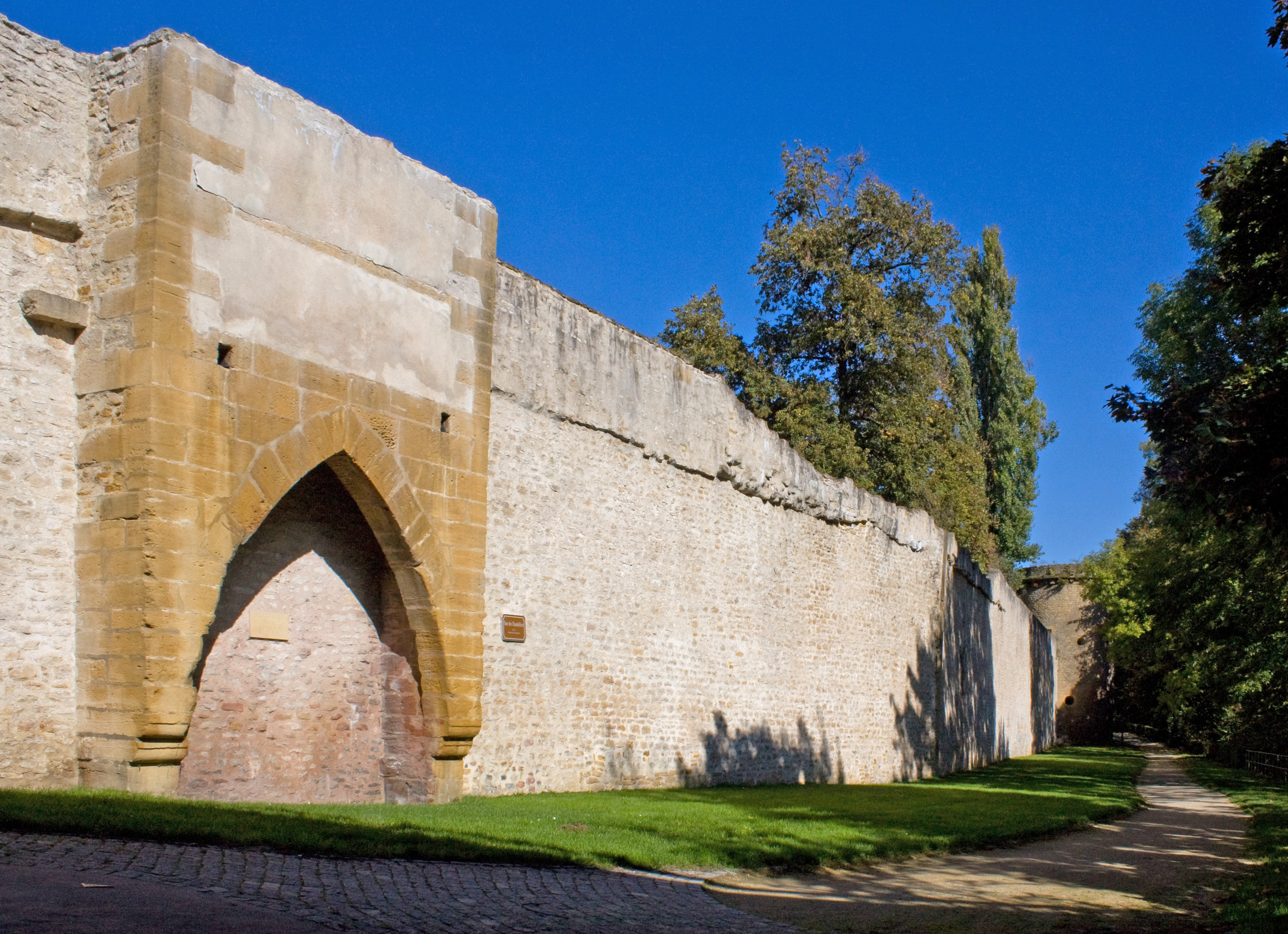
Tour-bretèche des Chandeliers.
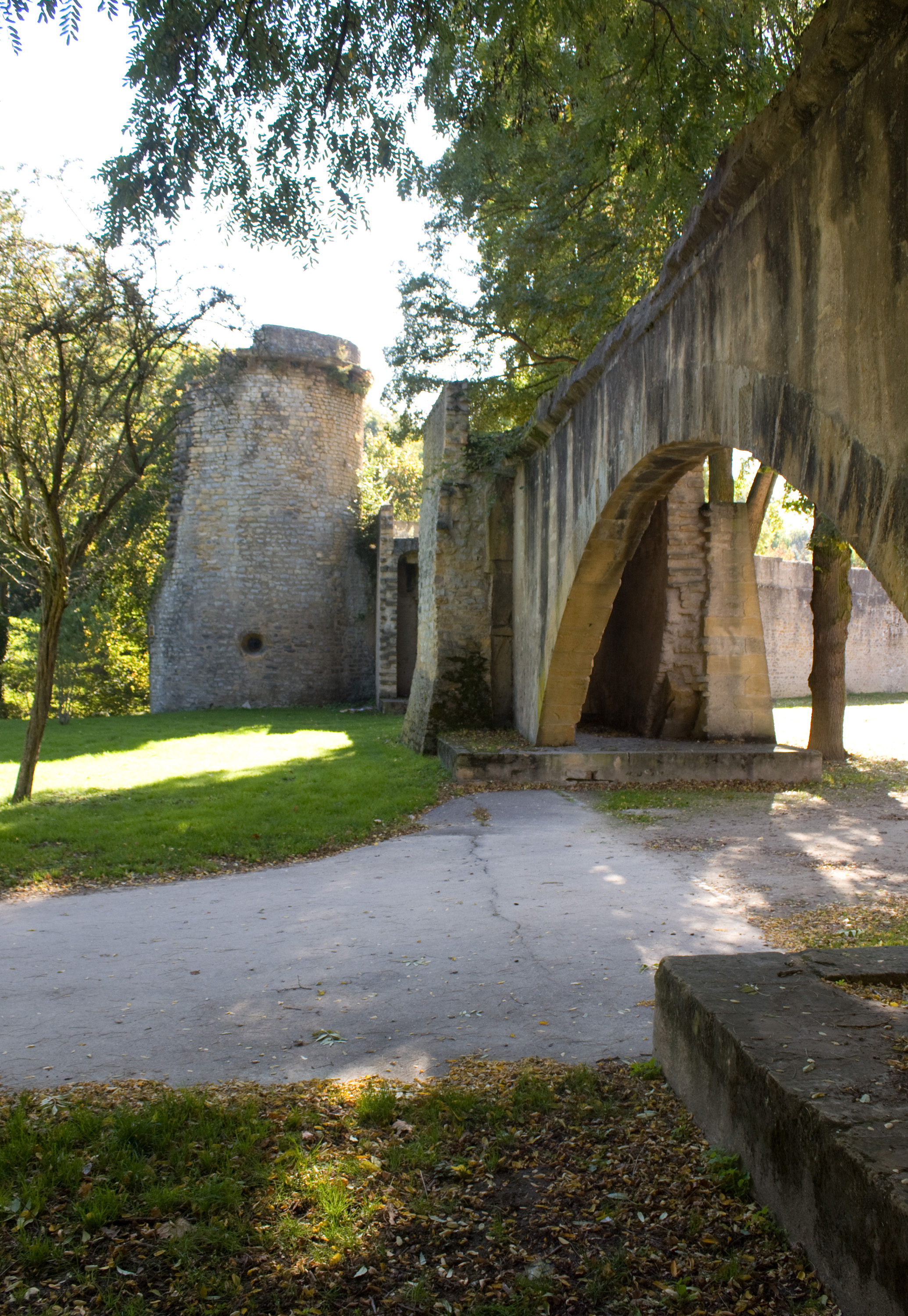
La tour des Esprits.
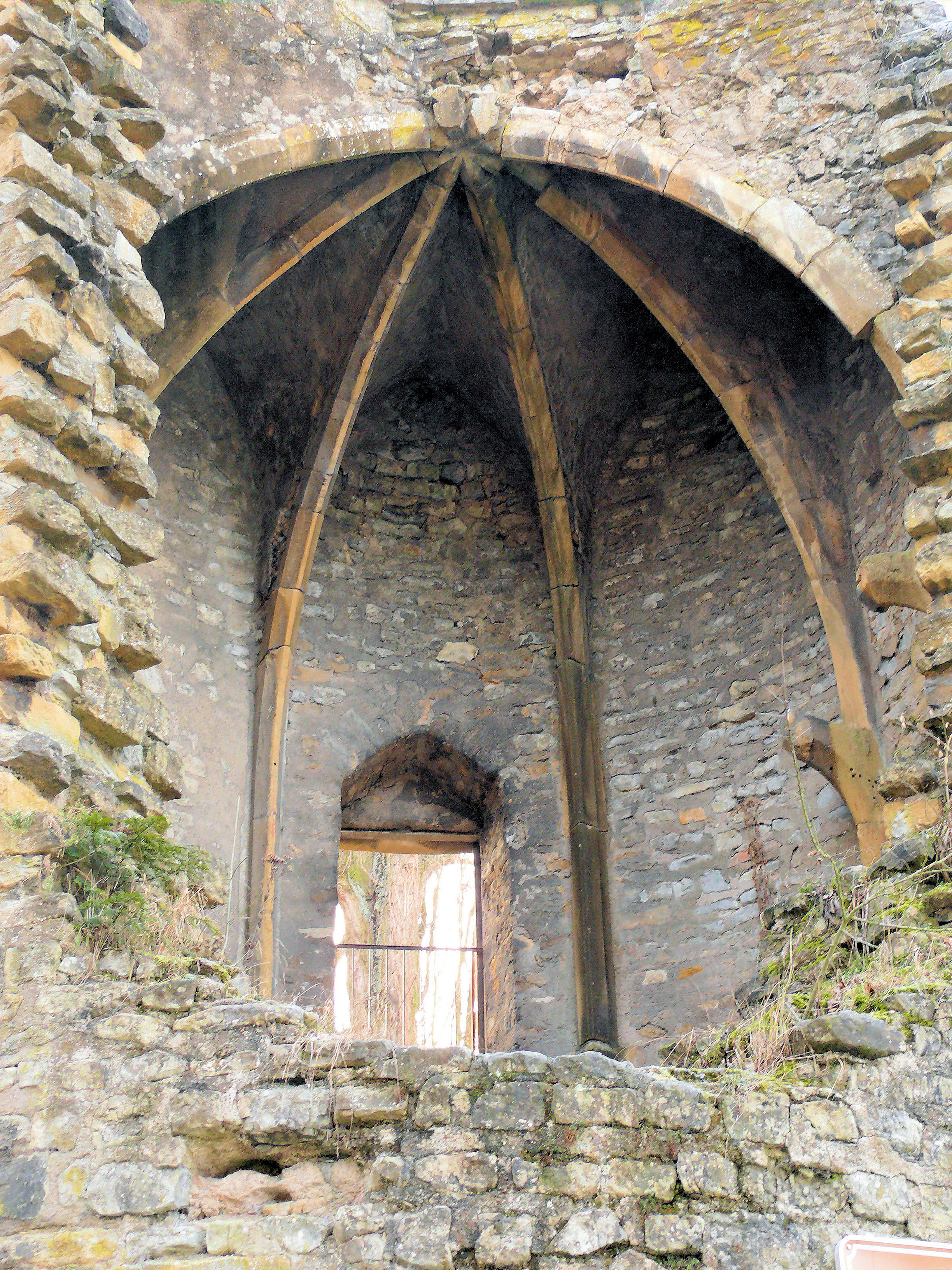
Intérieur de la tour.
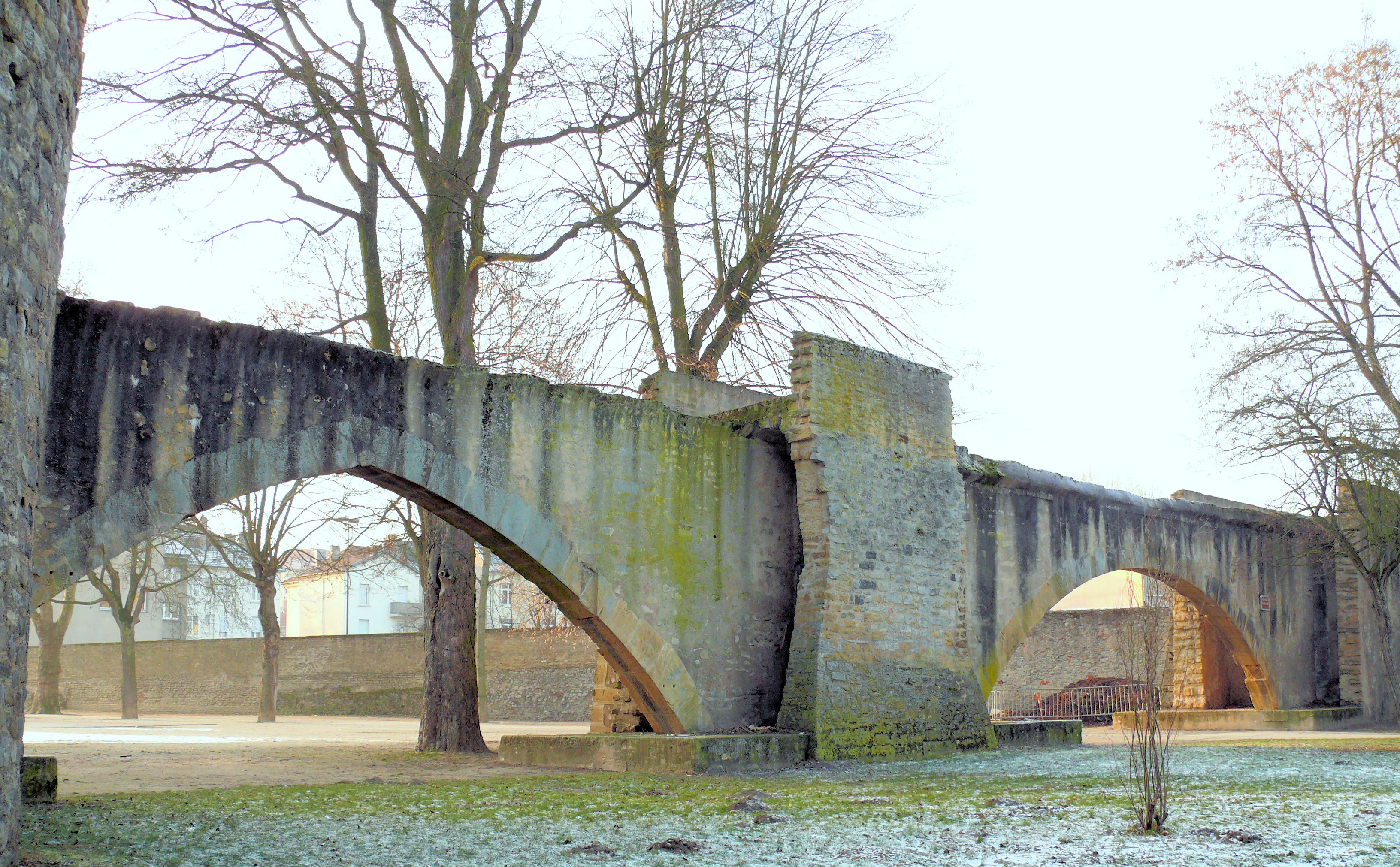
Pont des Grilles de la Basse-Seille enjambait l’ancien bras de la Seille.
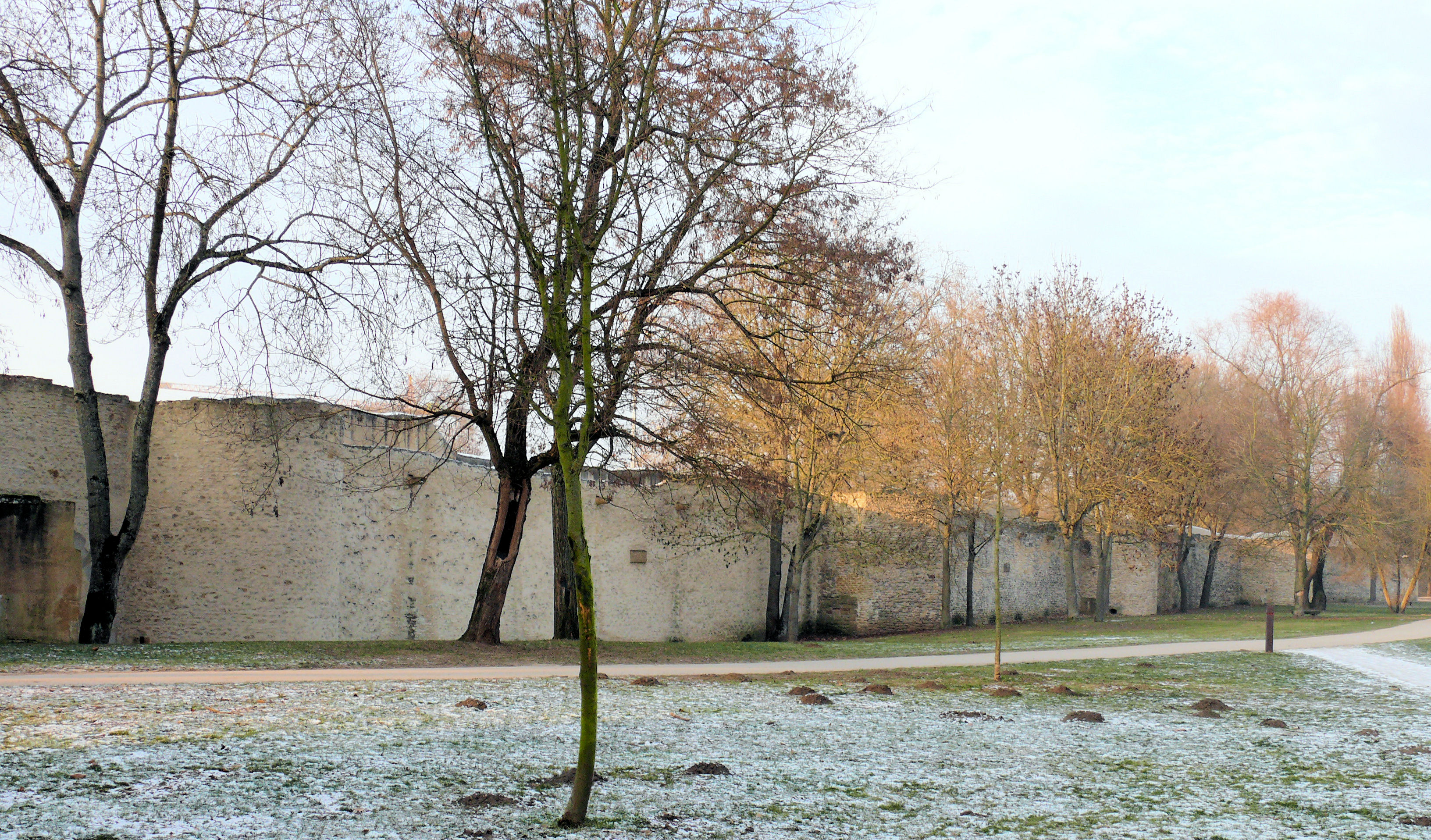
Tours de la cité, passé le pont.
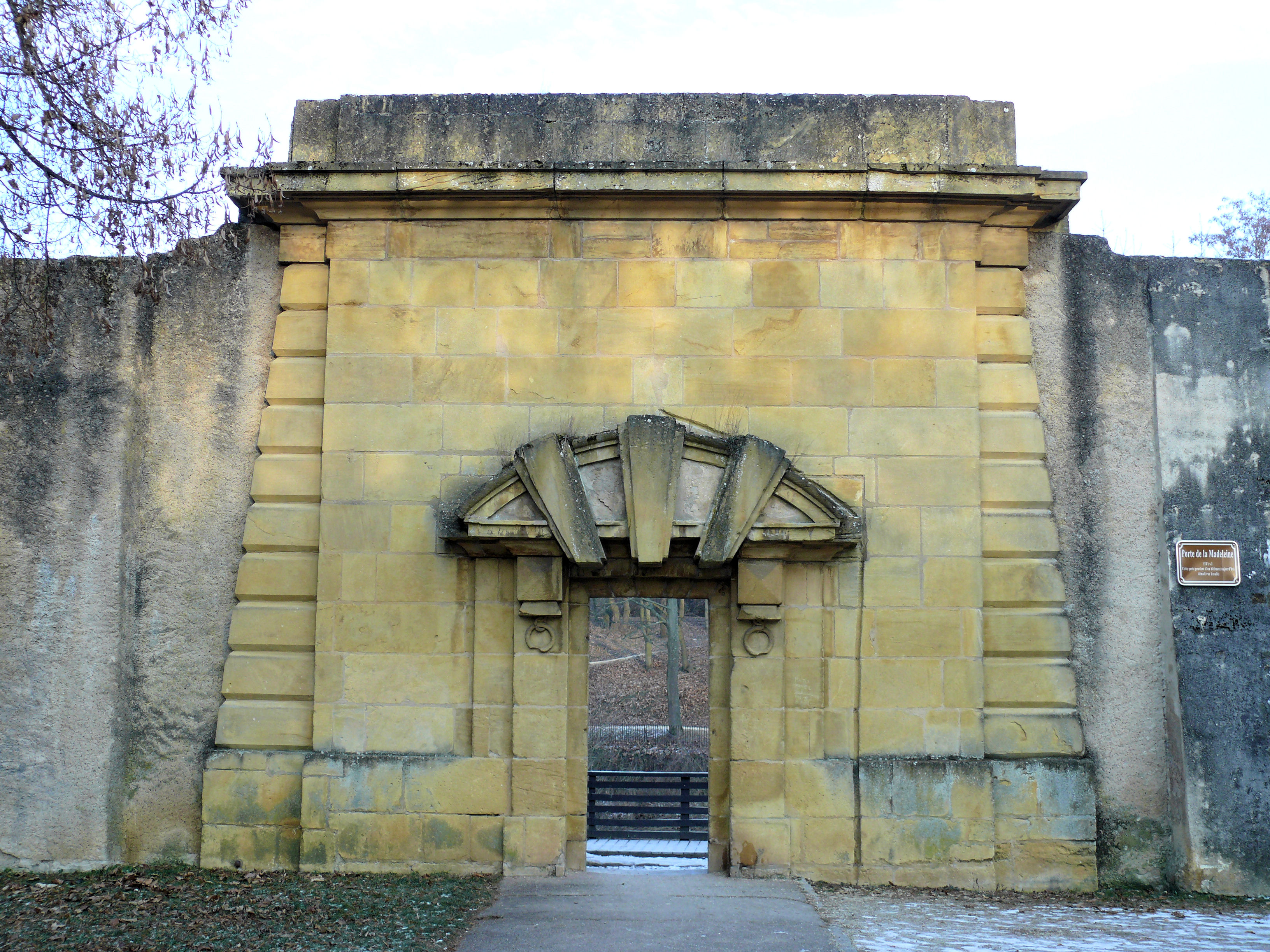
La porte de la Madeleine, à l'origine de la prison Saint-Symphorien.
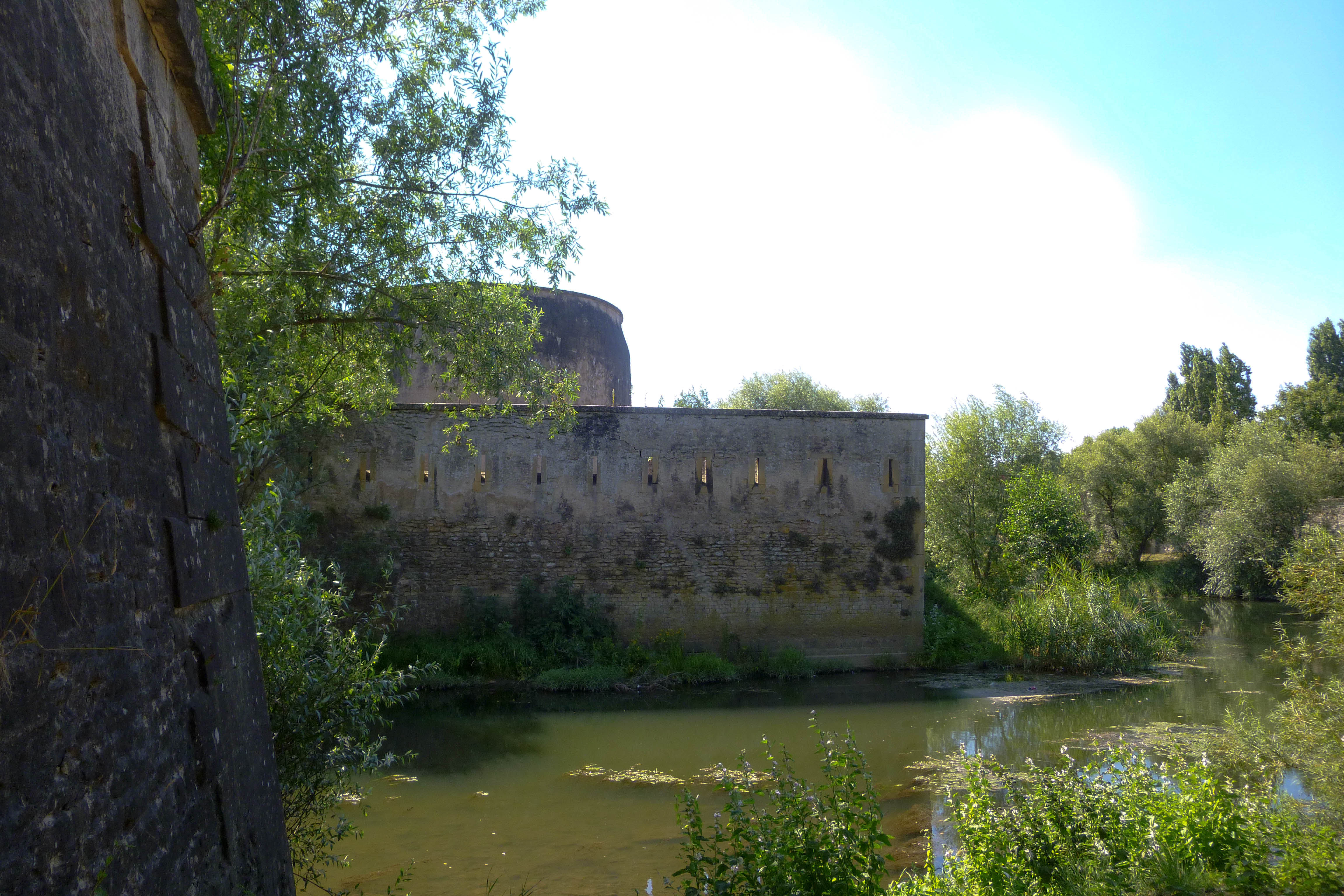
Tour au diable et confluence de la Seille dans la Moselle.
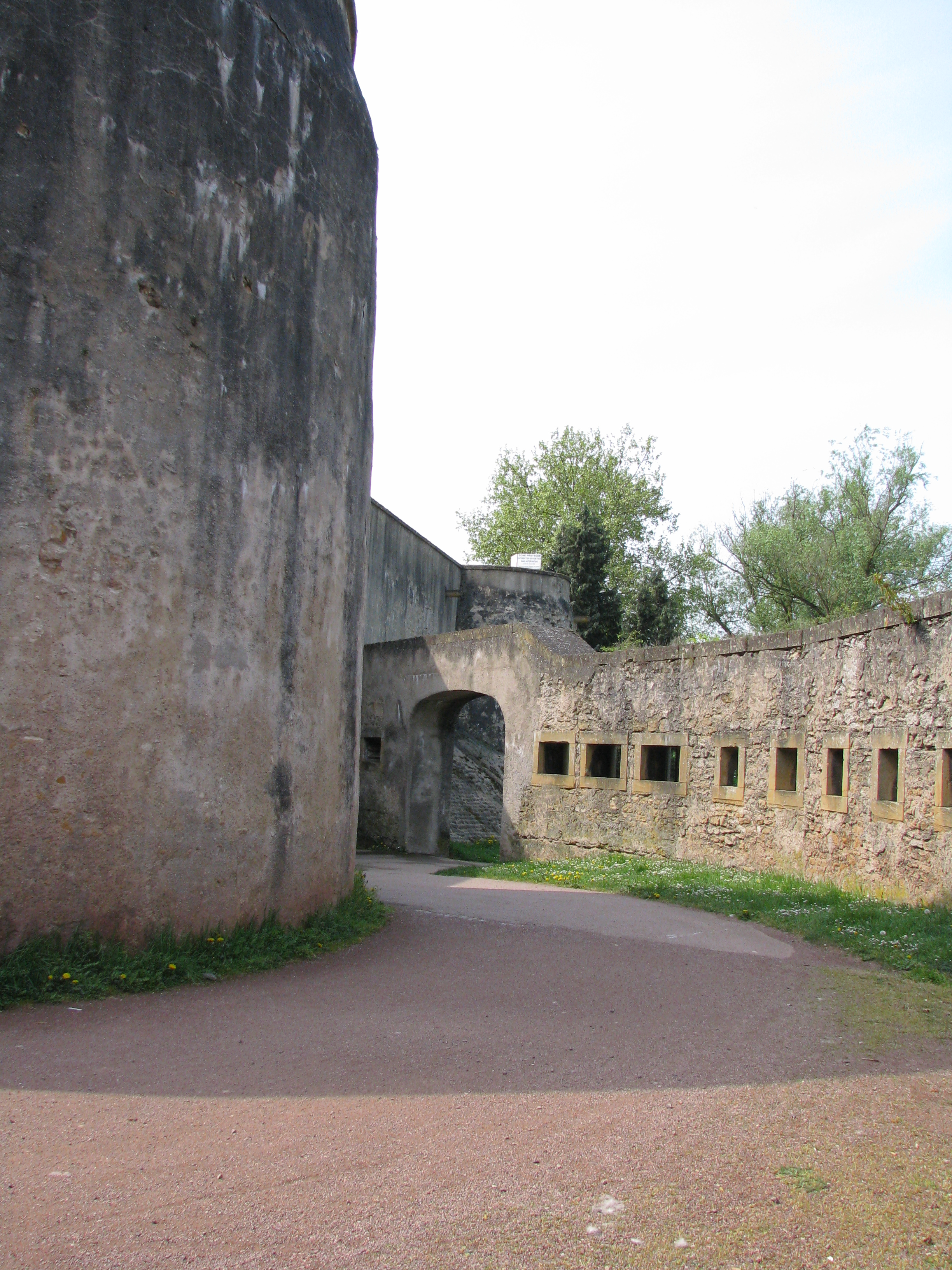
Fausse-braie au niveau du confluent.

### Section de la Moselle

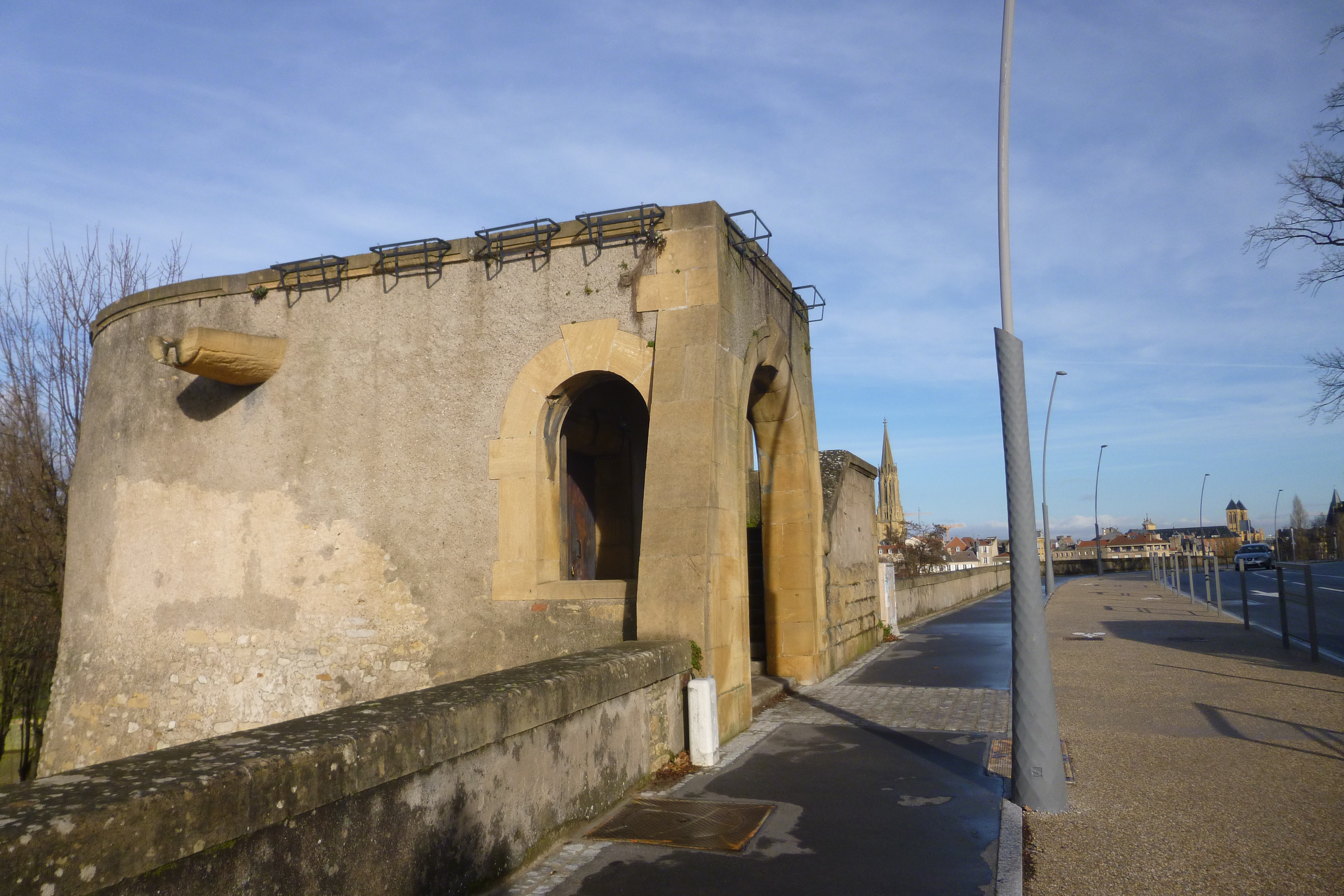
Tour de la porte d'Anglemur, aujourd'hui belvédère.
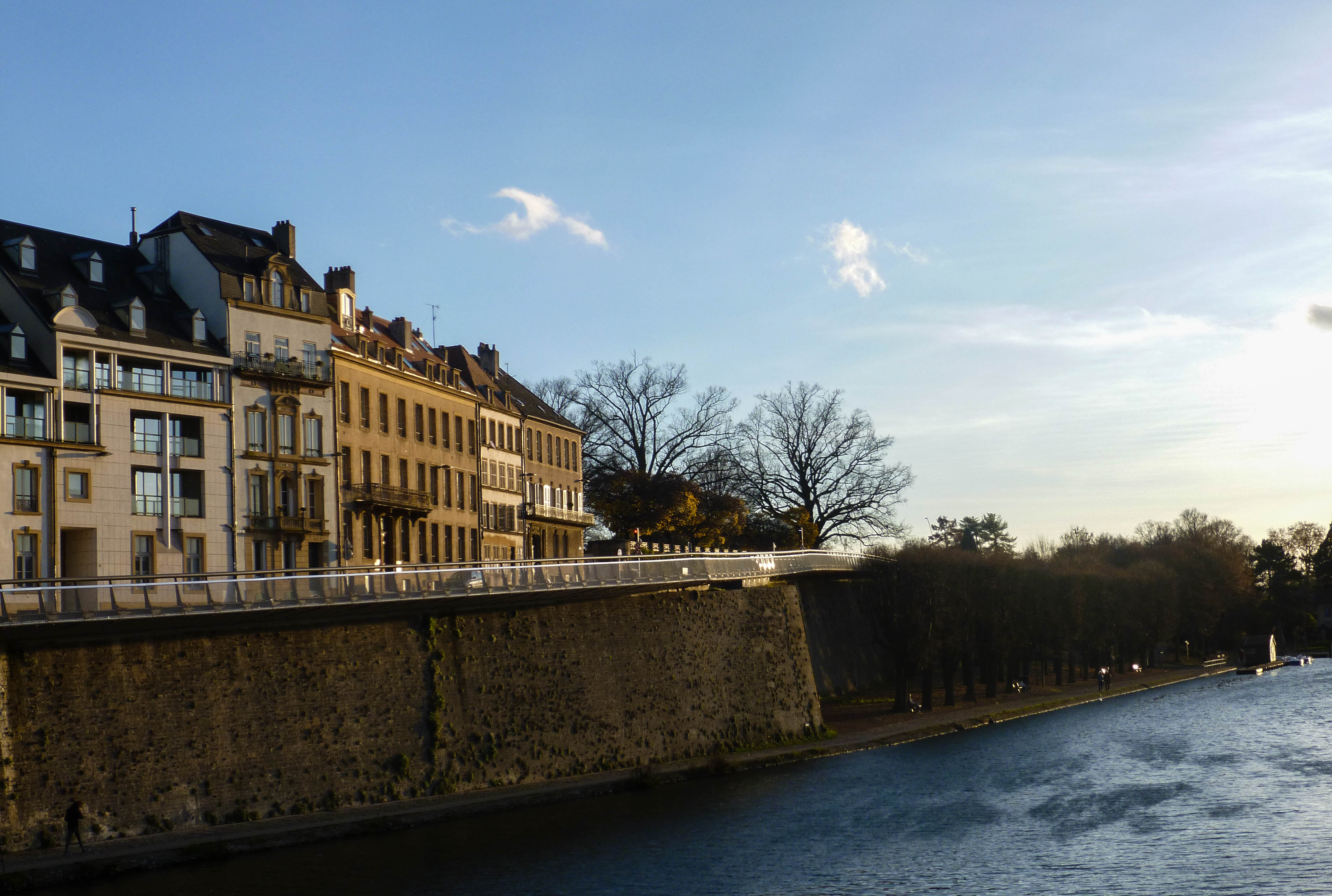
Remparts de la rue de la Garde.